# Rucklidgeïta
La rucklidgeïta és un mineral de la classe dels sulfurs, que pertany al grup de l'aleksita. Rep el nom de John Christopher Rucklidge, catedràtic de mineralogia de la Universitat de Toronto, qui va trobar primer i descriure parcialment el mineral de la mina Robb-Montbray (Canadà).

## Característiques
La rucklidgeïta és una sulfosal de fórmula química PbBi₂Te₄. Va ser aprovada com a espècie vàlida per l'Associació Mineralògica Internacional l'any 1975. Cristal·litza en el sistema trigonal. La seva duresa a l'escala de Mohs és 2,5. La rucklidgeïta és indistinguible visualment de molts altres tel·lururs de bismut. Molts exemplars venuts com a rucklidgeïta s'han analitzat resultant ser una altra cosa.
Segons la classificació de Nickel-Strunz, la rucklidgeïta pertany a «02.GC - Poli-sulfarsenits» juntament amb els següents minerals: hatchita, wal·lisita, sinnerita, watanabeïta, simonita, quadratita, manganoquadratita, smithita, trechmannita, aleksita, kochkarita, poubaïta, babkinita, saddlebackita, tvalchrelidzeïta i mutnovskita.

## Formació i jaciments
Va ser descrita a partir de mostres obtingudes en tres indrets: la mina Zod, situada a Vardenis (Província de Gegharkunik, Armènia), la mina Robb-Montbray, a Abitibi-Témiscamingue (Québec, Canadà), i al filó Pokrovskaya, dins el dipsit d'or de Kochkar (óblast de Txeliàbinsk, Rússia). Tot i tractar-se d'una espècie no gaire habitual ha estat descrita en tots els continents del planeta a excepció de l'Antàrtida.